# シュコダ・VOS
シュコダ・VOS（Škoda VOS ）は、チェコスロバキアの自動車メーカーAZNPが1950年から1952年までムラダー・ボレスラフの工場で生産した大型のセダンである。短い期間であったがこの車はチェコスロバキアの政治上層部や軍幹部に好まれて使用された。一般には販売されなかった。

## 背景
1949年にムラダー・ボレスラフの工場では1930年代終わりころのアメリカ車風のスタイリングを持つ大型で直列6気筒エンジン搭載のシュコダ・スペルブの生産が終了した。当局はより近代的な代替車を必要とし、シュコダに開発を命じたこの車が「シュコダ・VOS」となった。「VOS」の車名はチェコ語又はスロバキア語の“Vládní Osobní Speciál”又は“Vládny Osobný Špeciál”（政府向け特別車）を表していた。

## 車両
この車は、1950年にバス製造で有名なコーチビルダーのカローザ（Karosa ）で生産に入ったが、最終組み立てはシュコダ社の工場で行われた。それまで戦車の設計で名を知られていた（Oldrich Meduna  ）が設計したにもかかわらず、この車の外観はこれといった特徴のないものであった。機械構造も車体前方にエンジンを置き、後輪を駆動するという保守的な構造であった。
より特筆すべきことは、120 hpを発生する排気量5.2リットルという少なくとも当時のヨーロッパ車としては大きなエンジンを搭載していたことであった。このエンジンは、プラガ（Praga ）のトラックから流用していた。装甲板の重量により標準仕様車はほぼ4トンに達し、内務省からの指示により最高速度は80 km/h (50 mph) に制限されていた。全ての装甲版を取り去った「軽量版」も提供されていた。
当時の車としては珍しいことにカーエアコンが装着されていたが、エアコン用機材はトランク空間の大部分を占有してしまいVOSに乗った高官の移動では荷物運搬用に別の車が随伴するのが普通であった。

## 著名人との繋がり
著名なオーナーには、ゴットワルト大統領、朱徳、毛沢東などがいた。

## 終焉
107台が生産されて、1952年にVOSの生産は終了した。代替車の製造に当たりシュコダには打診がなく、政府高官達はタトラ・T603に乗り換えていった。